# Hinoemata
Hinoemata (japanska: 檜枝岐村?, Hinoemata-mura) är en landskommun (by) i Fukushima prefektur i Japan.  